# (14022) 1994 PW27
A (14022) 1994 PW27 a Naprendszer kisbolygóövében található aszteroida. Eric Walter Elst fedezte fel 1994. augusztus 12-én.

## Kapcsolódó szócikk
- Kisbolygók listája (14001–14500)